# 索伦 (锡金邦)
索倫（英語：Soreng）是印度錫金邦索倫縣的一個城鎮，為索倫縣的縣治。該鎮距離錫金首府甘托克102公里，距離大吉嶺45公里。居民以農業、花卉種植以及旅游業為生。